# Habitation La Grivelière
L'habitation La Grivelière est une plantation située à Vieux-Habitants, sur Basse-Terre, dans le département de la Guadeloupe en France. Fondée à la fin du XVIIe siècle par les moines jacobins, elle est classée aux monuments historiques depuis 1987. Elle retrouve sa vocation agricole (café et cacao) à partir des années 2000, et devient grâce à l'engagement de l'association guadeloupéenne « Verte Vallée », un site de réhabilitation de ses infrastructures par la réinsertion de personnes en difficulté.

## Historique
L'habitation agricole est fondée par des moines Jacobins à la fin du XVIIe siècle sous le nom de Manufacture Saint-Joseph et est étendue par parcelles à partir de 1750 jusqu'à la fin du XVIIIe siècle,. En 1761 la propriété est achetée par Laurent Georisse qui acquiert aussi les terres de la Surprise. La caféière exploite alors environ 50 hectares, essentiellement en bonifierie (local destiné à la transformation du café à partir du traitement et de la torréfaction des fruits du caféier) et occupe, en 1788, 45 esclaves, maîtres et économe. Après la période révolutionnaire, ses parcelles sont cultivées en café et en cacao avec une main-d’œuvre servile réduite à une dizaine d'esclaves.
En 1842, elle est acquise par Auguste-Alexandre Perriolat qui lui donne le nom de « La Grivelière » — en souvenir de son lieu de naissance près de Montrigaud dans la Drôme — et l'exploite pour le « roucou, » (issu du roucouyer), utilisé notamment pour les teintures militaires de couleur rouge (en alternative au garance des teinturiers) et la production de cacao.
Après la Première Guerre mondiale (et l'abandon de l'usage de cette couleur), La Grivelière est rachetée par François Pagésy en 1919 et retrouve sa vocation initiale de caféière s'étendant en 1978 sur 90 hectares exploités à moitié pour le café et le cacao ainsi que pour la vanille. L'exploitation « La Grivelière » fonctionne ainsi jusqu'en 1983.

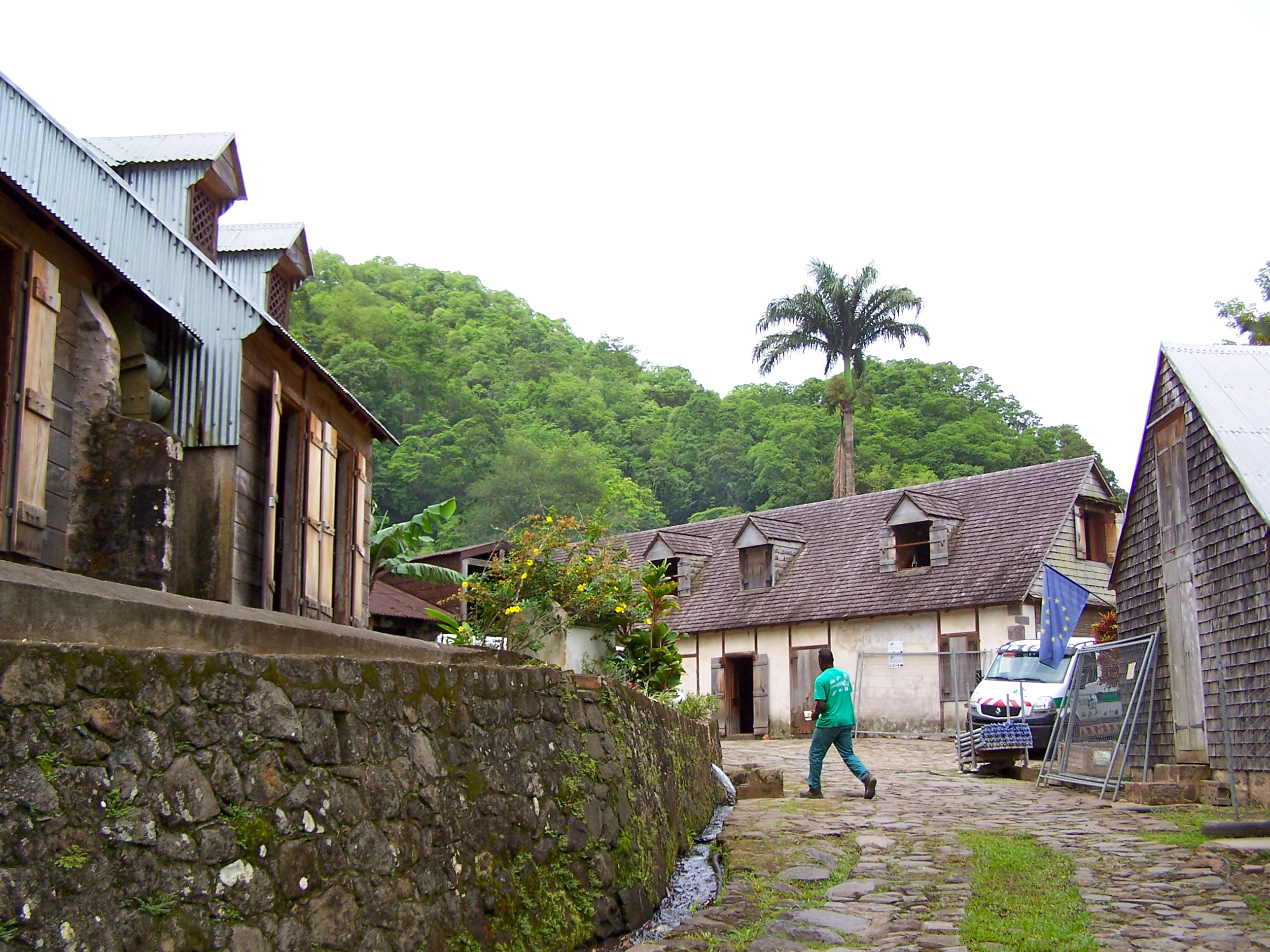
Chantier de La Grivelière en 2013 conduit par l'association Verte Vallée.

Le 21 janvier 1987, La Grivelière est classée au titre des monuments historiques. Elle est acquise par le conseil général de la Guadeloupe en 1988 qui amorce le virage pédagogique du site et son ouverture au public comme « Maison du café » après la replantation de pieds de café et de cacaoyers sur son site, conduisant à la production de 1,5 tonne de café en parche en 2007. Le domaine de La Grivelière développe alors avec l'association « Verte Vallée », dirigée par Charles Chavoudiga, une politique d'écotourisme et d'emplois locaux associés à une entreprise d'insertion de personnes en difficultés économiques, (en 2002 une centaine de personnes au total travaillent directement sur le site de reconstruction et la plantation). En 2010, le site a reçu 30 000 visiteurs.
Depuis mai 2009, l'habitation suit un programme de rénovation de l'ensemble de ses bâtiments dans le souci de les réhabiliter avec les plans historiques, les méthodes et les matériaux utilisés au XIXe siècle.
Fermée au moment de l'épidémie de COVID-19, elle n'a depuis jamais rouvert (2024).

## Description et architecture
L'habitation La Grivelière se situe au fond de la vallée de la Grande Rivière des Vieux-Habitants dans le parc national de la Guadeloupe, après le lieu-dit de Schœlcher, sur la commune de Vieux-Habitants en Guadeloupe. Il s'agit d'une exploitation de café située à 200 mètres d'altitude, encore en activité sous la tutelle de l'association « Verte Vallée, », restaurée et transformée en « Maison du café » qui constitue l'un des ensembles agricoles les mieux préservés des Petites Antilles.
L'ensemble agricole est constitué d'une douzaine de bâtiments composée d'une maison de maître, de la maison du géreur avec les habitations d'ouvriers permanents, de deux boucans, d'un hangar à torréfaction, de deux moulins à déceriser, d'une bonifierie et d'une murisserie pour la fermentation du cacao, d'un oratoire et de cinq maisons d'ouvriers (anciennes cases d'esclaves), de bâtiments annexes,.

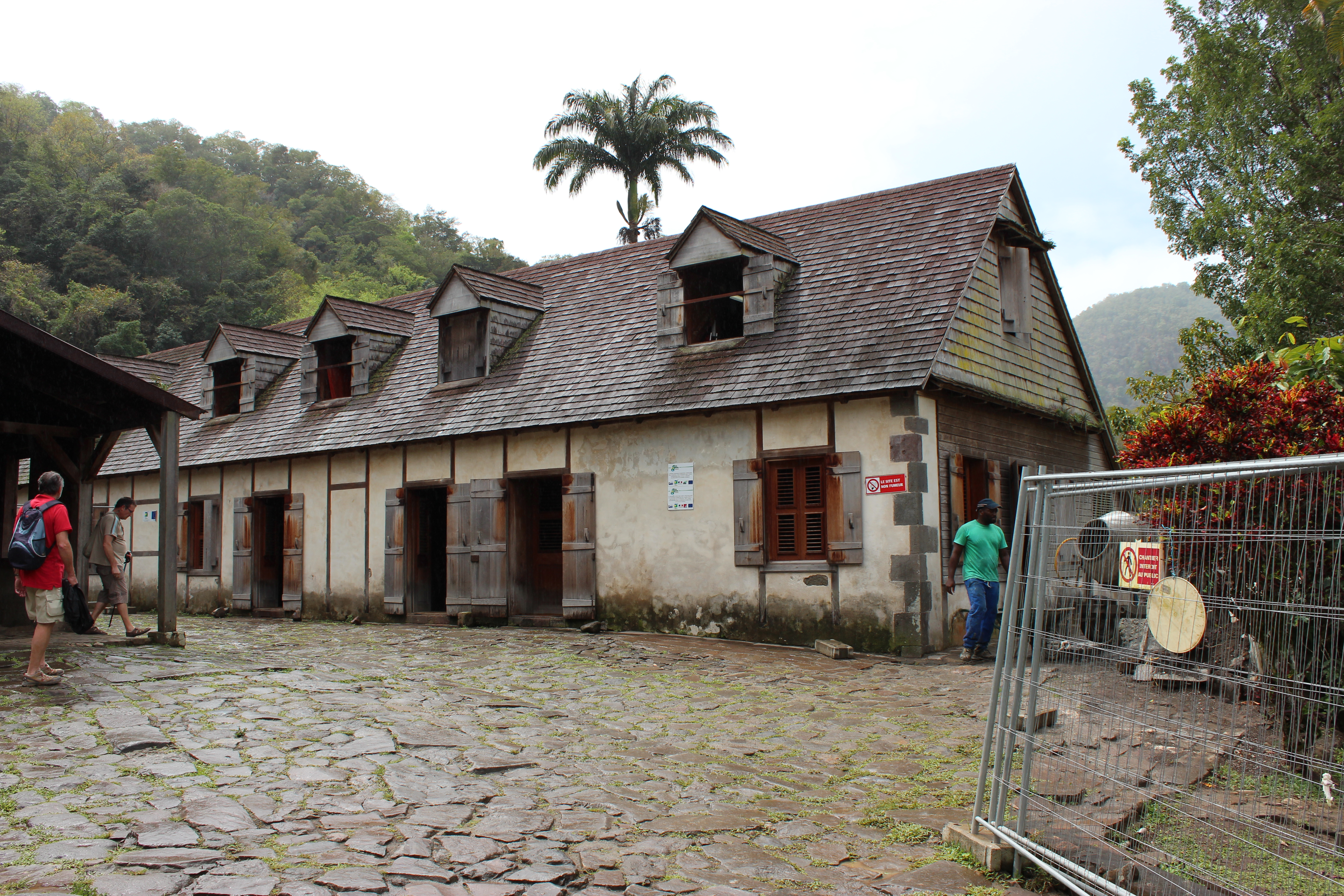
Maison de maître
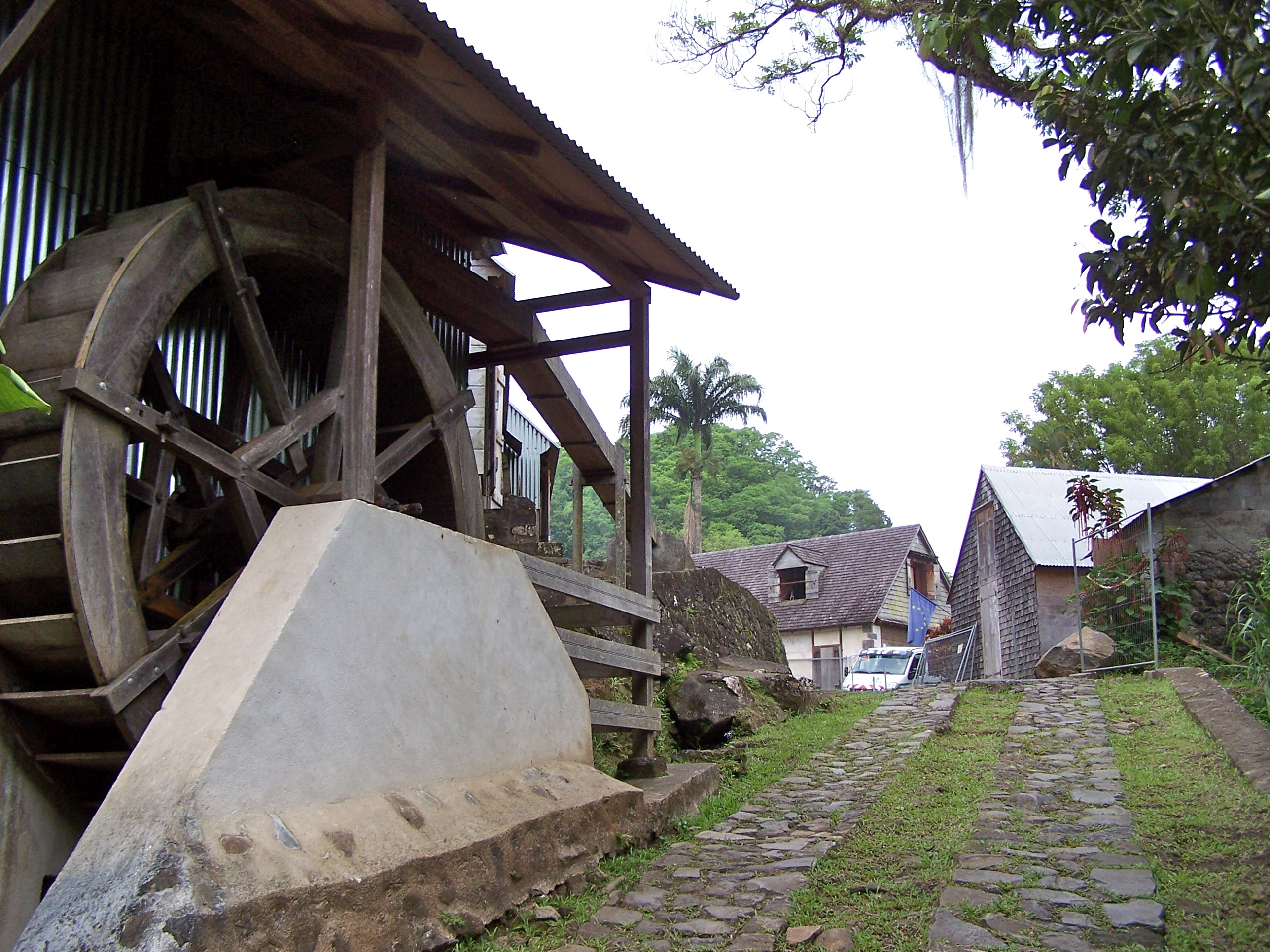
Bâtiment de la déceriseuse avec la roue à aubes
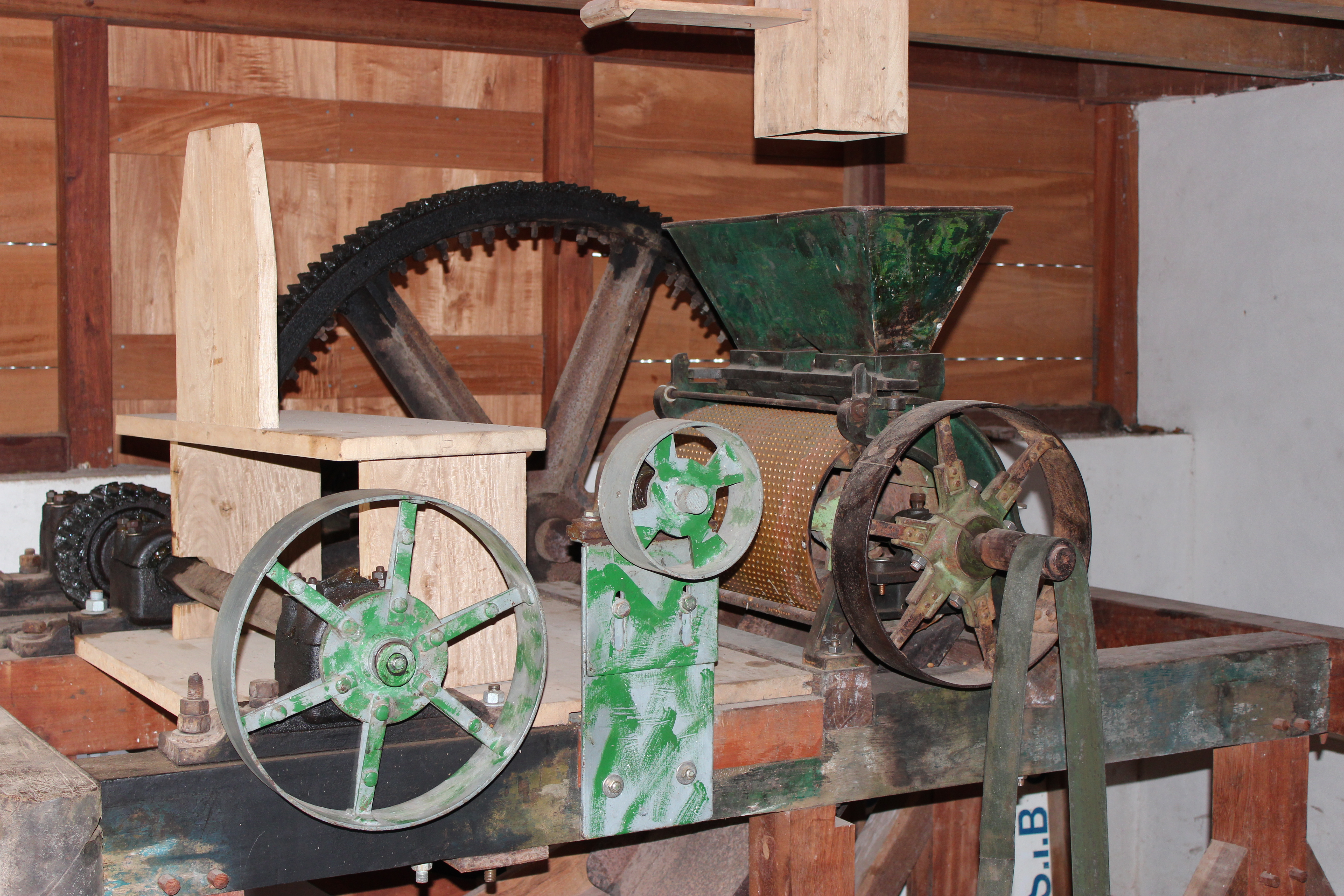
Déceriseuse
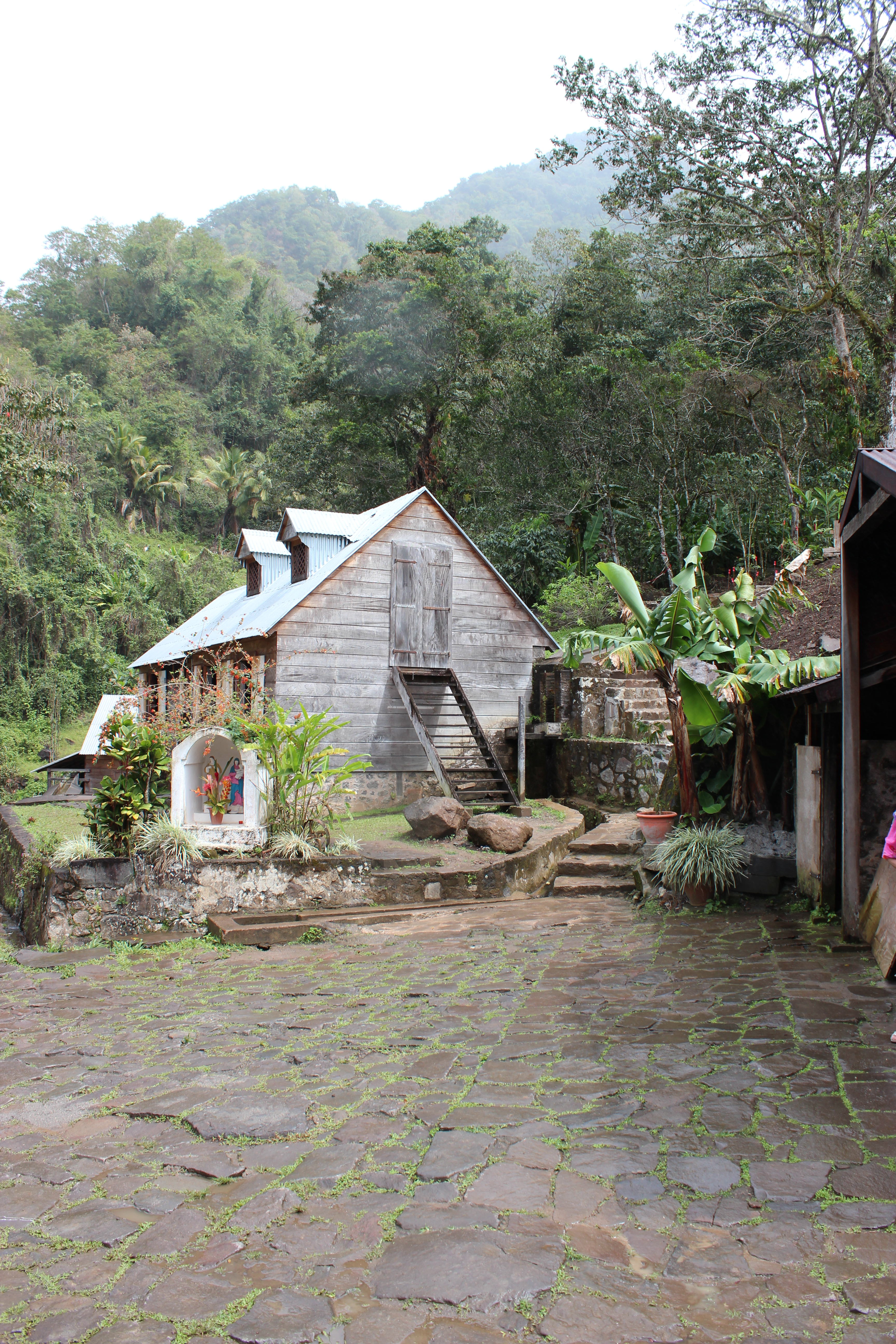
Cases d'habitation
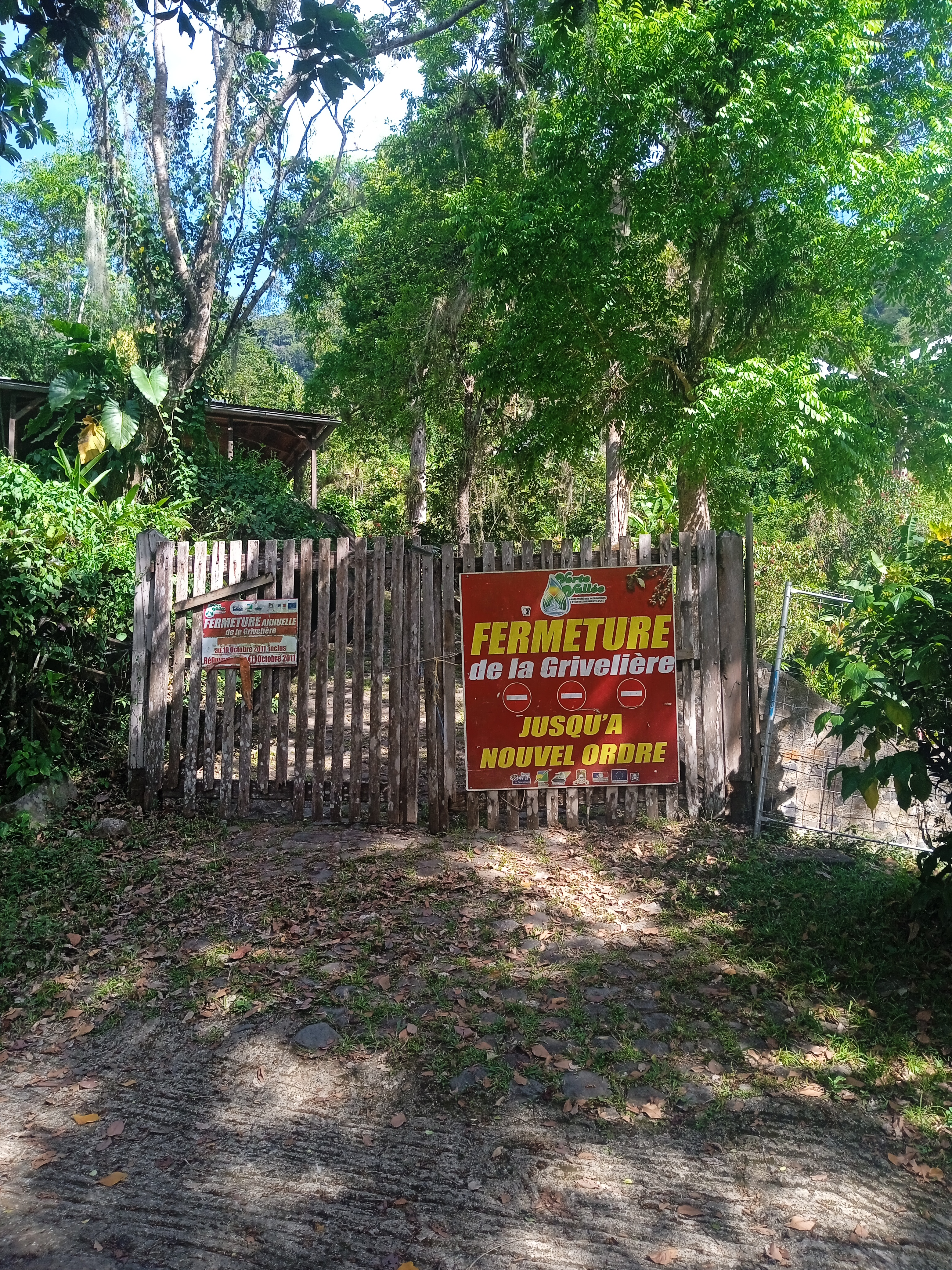
Panneau de fermeture du site depuis 2019 (2024).